# Canzoni rock tranesi
Canzoni rock tranesi è l'album d'esordio (1975) di Leone Di Lernia col suo gruppo "New Rock Band".
L'album è stato ristampato nel 1999 a nome del solo Leone di Lernia, con il nuovo titolo di Gaccia ad'avé

## Tracce
Lato A
1. Gaccia ad'avé
2. Le femmine di Trani
3. Ce 'Nce Na Ma Sci
Written-By – N. La Forgia*, Sapabo
4. Zappa Nico'
5. Mene' allivt l calzun
6. Uelludde

Lato B
1. Nicola u macellaie
2. La Pignata

Written-By – N. La Forgia*, Sapabo
3. Spusatiella Geuvè

Written-By – N. La Forgia*, Sapabo
4. Ce Razz D' Mnenna

Written-By – N. La Forgia*, Sapabo
5. Commara Maria

Written-By – Garko*, N. La Forgia*
6. Stu Scapicchien
Written-By – N. La Forgia*, Sapabo